# Короткевич, Борис Сергеевич
Борис Сергеевич Короткевич (1910—1987) — химик-технолог, организатор производства синтетического каучука, лауреат Ленинской премии (1967).
Родился в Белоруссии. Старший брат полярного исследователя Короткевича Евгения Сергеевича.
Окончил Ленинградский химико-технологический институт (1931).
С 1932 по 1986 г. работал в Государственном проектном и научно-исследовательском институте синтетического каучука (ГПНИИПСК, «Гипрокаучук») в должностях от младшего научного сотрудника до главного инженера (с 1962).
С 1950-х гг. руководил курсовыми и дипломными проектами в Московском институте тонкой химической технологии им. М. В. Ломоносова. 
Кандидат технических наук (1961).
Ленинская премия 1967 г. — за комплекс работ по созданию регулярных каучуков и технологии их промышленного получения. Заслуженный химик РСФСР (1981).
Награждён орденами Ленина, Красной Звезды и Трудового Красного Знамени, наградами Болгарии и Польши.
Соредактор сборника:
- Синтез мономеров для производства синтетического каучука [Текст] : [Сборник статей] / [Отв. ред. И. В. Гармонов и Б. С. Короткевич] ; Гос. ком. Совета Министров СССР. Упр. СК и нефтехимии. Гипрокаучук и ВНИИСК. - Ленинград : Госхимиздат. [Ленингр. отд-ние], 1960. - 251 с., 1 л. схем. : ил.; 22 см.

## Семья
Дочь — Ирина, кандидат химических наук.